# Campionato mondiale di baseball 1986
Il XXIX Campionato mondiale di baseball si tenne dal 19 luglio al 2 agosto 1986 nei Paesi Bassi.

## Classifica finale
| Pos. | Squadra          |
| ---- | ---------------- |
|      | Cuba             |
|      | Corea del Sud    |
|      | Taipei cinese    |
| 4    | Stati Uniti      |
| 5    | Giappone         |
| 6    | Italia           |
| 7    | Venezuela        |
| 8    | Porto Rico       |
| 9    | Paesi Bassi      |
| 10   | Colombia         |
| 11   | Antille Olandesi |
| 12   | Belgio           |

## Risultati
|                  | Belgio | Antille Olandesi | Colombia | Paesi Bassi | Porto Rico | Venezuela | Italia | Giappone | Stati Uniti | Taipei cinese | Corea del Sud |
| ---------------- | ------ | ---------------- | -------- | ----------- | ---------- | --------- | ------ | -------- | ----------- | ------------- | ------------- |
| Cuba             | 21-3   | 15-3             | 11-0     | 12-1        | 11-1       | 9-3       | 15-5   | 4-2      | 11-0        | 3-4           | 10-2          |
| Corea del Sud    | 26-2   | 14-4             | 3-6      | 12-2        | 5-4        | 11-2      | 14-8   | 3-2      | 4-10        | 1-0           | -             |
| Taipei cinese    | 16-0   | 5-0              | 17-1     | 5-6         | 1-0        | 4-5       | 9-5    | 5-4      | 7-6         | -             | -             |
| Stati Uniti      | 19-0   | 10-2             | 18-2     | 4-3         | 3-0        | 4-1       | 3-5    | 1-4      | -           | -             | -             |
| Giappone         | 13-1   | 3-5              | 15-3     | 6-4         | 2-5        | 9-1       | 3-0    | -        | -           | -             | -             |
| Italia           | 17-0   | 9-4              | 13-3     | 9-4         | 6-9        | 10-8      | -      | -        | -           | -             | -             |
| Venezuela        | 5-2    | 14-7             | 11-3     | 7-5         | 6-9        | -         | -      | -        | -           | -             | -             |
| Porto Rico       | 15-2   | 2-3              | 9-3      | 2-3         | -          | -         | -      | -        | -           | -             | -             |
| Paesi Bassi      | 6-2    | 10-5             | 5-3      | -           | -          | -         | -      | -        | -           | -             | -             |
| Colombia         | 6-5    | 4-3              | -        | -           | -          | -         | -      | -        | -           | -             | -             |
| Antille Olandesi | 1-4    | -                | -        | -           | -          | -         | -      | -        | -           | -             | -             |

| Pos. | Squadra          | G  | V  | P  | PF  | PS  | %    |
| ---- | ---------------- | -- | -- | -- | --- | --- | ---- |
| 1    | Cuba             | 11 | 10 | 1  | 122 | 24  | .909 |
| 2    | Corea del Sud    | 11 | 8  | 3  | 95  | 50  | .727 |
| 3    | Taipei cinese    | 11 | 8  | 3  | 73  | 31  | .727 |
| 4    | Stati Uniti      | 11 | 7  | 4  | 78  | 39  | .636 |
| 5    | Giappone         | 11 | 6  | 5  | 63  | 32  | .545 |
| 6    | Italia           | 11 | 6  | 5  | 87  | 72  | .545 |
| 7    | Venezuela        | 11 | 5  | 6  | 63  | 73  | .455 |
| 8    | Porto Rico       | 11 | 5  | 6  | 56  | 45  | .455 |
| 9    | Paesi Bassi      | 11 | 5  | 6  | 49  | 67  | .455 |
| 10   | Colombia         | 11 | 3  | 8  | 34  | 110 | .273 |
| 11   | Antille Olandesi | 11 | 2  | 9  | 37  | 90  | .182 |
| 12   | Belgio           | 11 | 1  | 10 | 21  | 145 | .091 |

G : giocate, V : vinte, P : perse, PF : punti fatti, PS : punti subiti, % : percentuale vittorie.